# Aimé-Louis Herminjard
Aimé-Louis Herminjard, né à Vevey le 17 novembre 1817 et mort à Lausanne le 11 décembre 1900, est un précepteur et théologien vaudois.

## Biographie
Aimé-Louis Herminjard fait des études de théologie à l'Académie de Lausanne (1844).  Précepteur des enfants du prince Nicolas Repnine en Ukraine, il catalogue la bibliothèque du château de Yagotine en 1846 et ne revient à Lausanne qu'en 1861. Il consacre alors sa vie à publier la Correspondance des Réformateurs dans les pays de langue française (neuf volumes parus). 

## Sources
- « Aimé-Louis Herminjard », sur la base de données des personnalités vaudoises sur la plateforme « Patrinum » de la Bibliothèque cantonale et universitaire de Lausanne.
- Fonds, BPUG et BCUL
- Jubilé de M. Aimé-Louis Herminjard, 1896
- H. Meylan, «Aimé-Louis Herminjard, notre bénédictin vaudois», in RHV, 1968, 83-92
- photographie d'amateur, Patrie suisse, (G. R.) 1896, no 82, p. 275